# میدان مردم

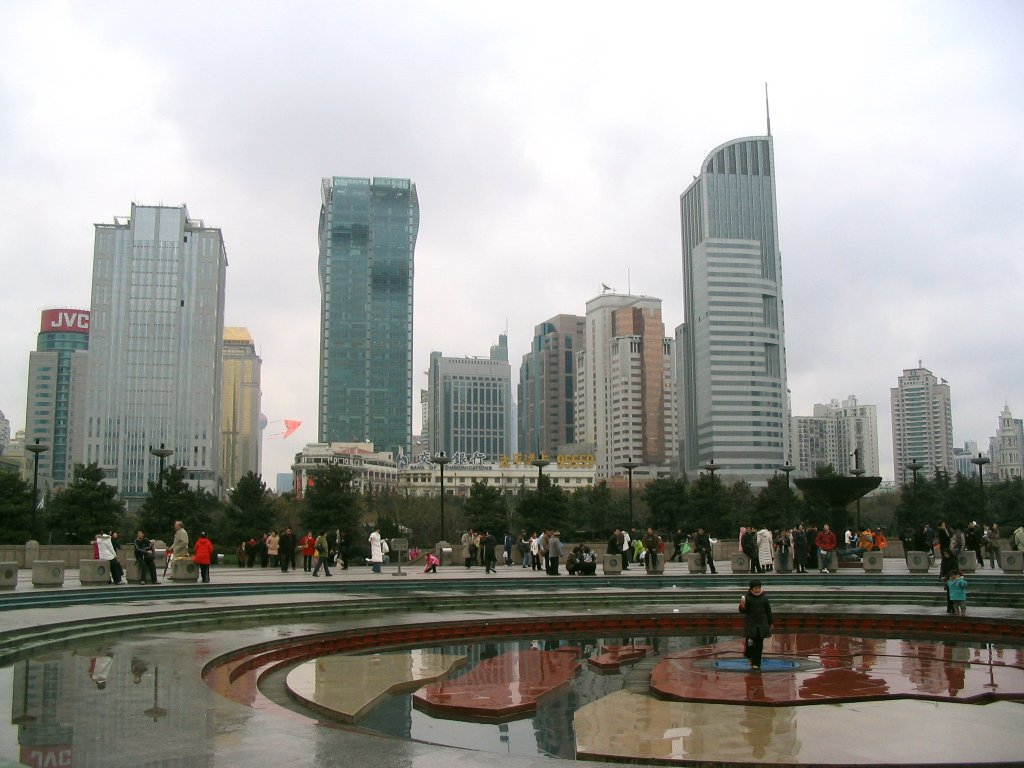
آب‌نما

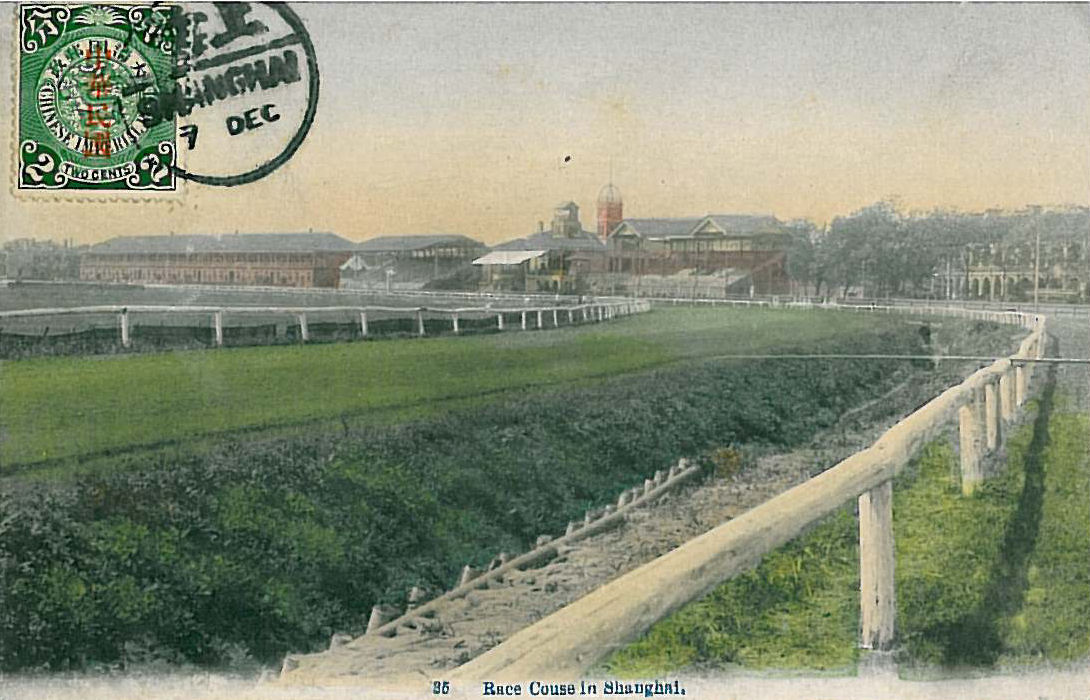
میدان مسابقه در ۱۹۱۲.

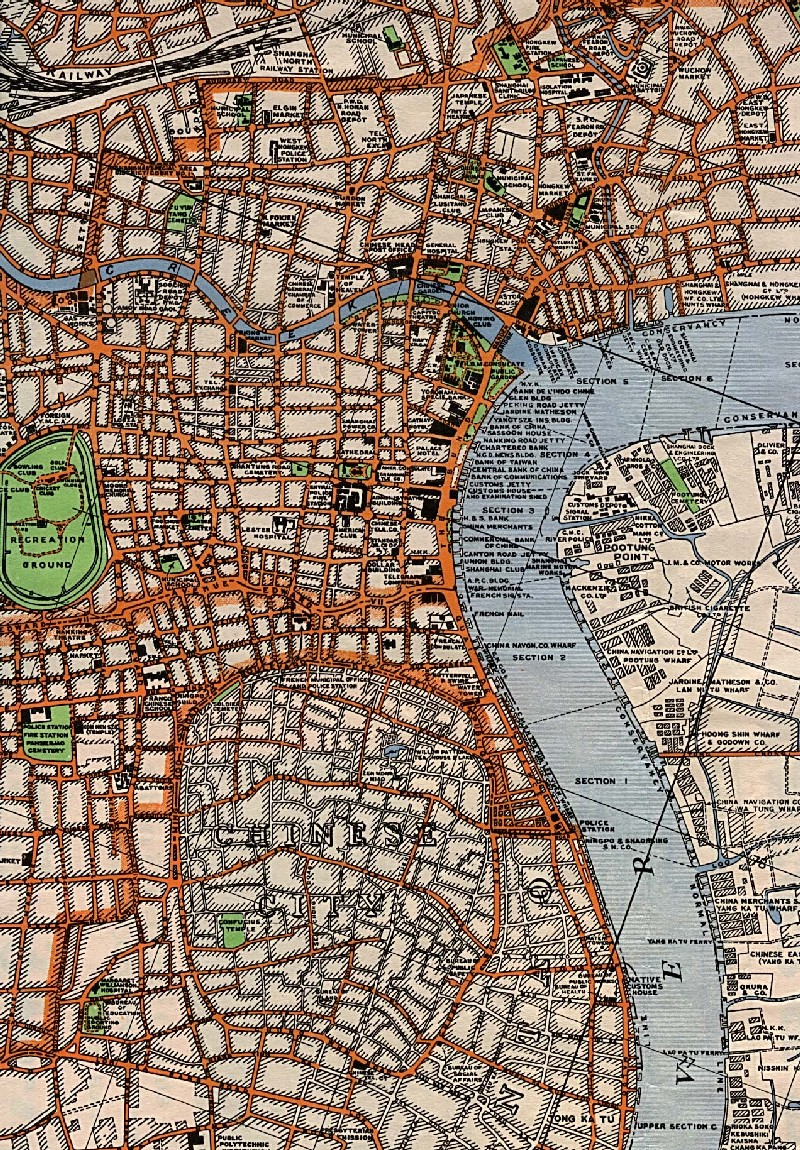
نقشه ۱۹۳۳ شانگهای؛ میدان مسابقه در چپ تصویر به رنگ سبز مشخص است.

میدان مردم (انگلیسی: People's Square) یا میدان خلق، میدانی بزرگ و عمومی در منطقه هوانگ‌پو شانگهای چین است. این میدان در جنوب جاده نانجینگ (غرب) و شمال جاده هوایهای (شرق) قرار دارد. میدان مردم، محل ساختمان‌های دولتی مربوط به شهر است و شهرداری از آن به عنوان مرجع استاندارد اندازه‌گیری فاصله در شانگهای استفاده می‌کند.
پیش از ۱۹۴۹ و ایجاد میدان فعلی، این محل، پیست مسابقات اسب‌دوانی متعلق به کلوپ مسابقه شانگهای بود. پس از این‌که شرط‌بندی و مسابقات اسب‌دوانی توسط حزب کمونیست چین ممنوع اعلام شدند، بخشی از این پیست به میدان مردم تبدیل شد.
موزه شانگهای که یکی از پربازدیدترین موزه‌های جهان و چین است، در مرکز این میدان و در کنار آبنما، قرار دارد.